# 新石器革命
新石器革命（しんせっきかくめい、英: Neolithic Revolution）とは、新石器時代における人類の農耕や牧畜の開始、これに関連した定住生活の開始という一連の変革のことである。「農耕や牧畜」と「定住」のどちらが先かについては諸説ある。農耕の開始による観点から農耕革命（のうこうかくめい、あるいは農業革命とも）や定住生活の開始による観点から定住革命（ていじゅうかくめい）、食料生産の安定化による観点から食料生産革命（しょくりょうせいさんかくめい）などとも呼称される。

## 概要
人類が農耕を開始した理由については、狩猟・採集に頼った慢性的な飢餓状態から脱するためという説や、気候変動によって狩猟採集生活が不安定となった果てに穀類採取を行うようになったという説、これ以前に人口増加がおき狩猟・採集生活における臨界点を突破したため、それまで食料と認識されていなかった穀類採取を行うようになったという説（M.コーエン）など諸説ある。また、定住生活を始めたことにより必然的に農耕・牧畜を始めるに至ったという説もある。
農耕を開始した時期についても諸説あるが、新石器革命を提唱したマルクス主義考古学者のヴィア・ゴードン・チャイルドによれば、紀元前1万年から紀元前8000年頃にシュメールで始まり、これとは独立して紀元前9500年から紀元前7000年頃にインドやペルーでも始まったとされる。その後、紀元前6000年頃にエジプト、紀元前5000年頃に中国、紀元前2700年頃にメソアメリカでも開始されるに至った（農耕の開始時期についての詳細は、「先史時代#農耕の開始」および「農耕#農耕の歴史」を参照）。
農耕・牧畜の開始により、それまでの狩猟・採集による獲得経済から安定した食料の生産を可能とする生産経済へと移行した（食料生産革命）。生産性の向上により人口が急増し、更なる生産力の向上に繋がり農耕・牧畜社会は拡大していった。一方、定住生活により集団・組織化が起き、やがて定着集落（村落）が形成された。また、一箇所に留まることが可能となったことで余暇も生まれ、時間を掛けて様々な物を製作できるようになり、石器もより手入れを必要とする磨製石器が主流となっていった。余剰生産・労働力により社会にゆとりが生まれ、交易を行う行商や専門技術を担う職人が出てくるようになった。定住農耕社会は分業を促進させていくと共に階級が生じ、社会構造が複雑化することで文明となり、やがて国家や市場が誕生するに至っている。